# Rosa Roth – Das Mädchen aus Sumy
Das Mädchen aus Sumy ist ein deutscher Fernsehfilm von Carlo Rola aus dem Jahr 2009. Es handelt sich um die sechsundzwanzigste Episode der ZDF-Kriminalfilmreihe Rosa Roth mit Iris Berben in der Titelrolle.

## Handlung
Der Schüler Matthis begeht seinen Geburtstag feierlich in einem Spielsalon mit seinen besten Freunden. Die Jugendlichen werden am Abend von zwei ukrainischen Prostituierten, Masha und Irina, angesprochen, und sie lassen sich auf das gekaufte Liebesspiel ein. Sie begeben sich dafür auf einen abgelegenen Parkplatz, auf dem Masha am nächsten Tag tot aufgefunden wird. Sie starb durch ein Drogengemisch, das sie nach Untersuchung sich scheinbar selbst zugeführt hat. Ein Tötungsdelikt ist für die Beamten somit nicht erkennbar und Kommissarin Rosa Roth legt den Fall zu den Akten. Ihr neuer Kollege Markus Körber lässt nicht locker und gibt eine Fahndung nach Irina, der Freundin der Toten, heraus. Rosa Roth schließt sich der Meinung ihres Kollegen, es sei Mord gewesen, erst an, als Matthis vor einen Zug geschubst wird. Seine Mitschüler und Freunde, Nathalie und Sven, schweigen beharrlich.

## Hintergrund
Das Mädchen aus Sumy wurde vom 2. März 2008 bis zum 2. April 2008 in Berlin und Umgebung gedreht. Am 7. Februar 2009 wurde die Folge um 20:15 Uhr im ZDF erstausgestrahlt.

## Kritik
Die Kritiker der Fernsehzeitschrift TV Spielfilm vergaben dem Film die bestmögliche Wertung, sie zeigten mit dem Daumen nach oben. Sie fanden „stark, wie Regisseur Rola Rosas Tinnitus inszeniert.“ Die überzeugende Darstellung des Eigenbrötlers durch Thomas Thieme wurde ebenso herausgehoben. Sie konstatierten: „Bei Rosa piept’s, uns beliebt’s“.